# Озеро Білякове (Козельщинський район)
Озеро «Білякове» — прісноводне озеро ландшафтного заказника місцевого значення «Хорішки» в Козельщинському районі. З обох боків оточене лісом. Під час весняних розливів річки Псел наповнюється водою на від 30 до 50 см. Влітку, особливо в серпні через спеку, вода різко спадає до 80 см.